# Gabriel VI
Gabriel VI – patriarcha Koptyjskiego Kościoła Ortodoksyjnego  w latach 1466–1475.